# Is dit nou later?
Is dit nou later? is een single van Stef Bos. Het is afkomstig van zijn album Is dit nu later, waarop ook Papa staat. Het is opgenomen in Studio Impuls in Herent.
De single refereert aan de zinsnede uit ieders jeugd: "later zal alles duidelijk worden". Dat blijkt in de visie van Stef Bos niet het geval: "Ik weet nog steeds niet wie ik ben, Is dit nou later".
M’n hart gevolgd, ook door hem geschreven, refereert aan zijn gevoel van Nederlander in België.
De combinatie werd noch een hit in Nederland, noch in België.
De single is ook uitgebracht onder de titel Is dit nu later met een aangepaste melodie en tekst.

## Hitnoteringen

### NPO Radio 2 Top 2000
| Nummer met noteringen in de NPO Radio 2 Top 2000 | '15  | '16 | '17 | '18 | '19 | '20 | '21 | '22 | '23 | '24 |
| ------------------------------------------------ | ---- | --- | --- | --- | --- | --- | --- | --- | --- | --- |
| Is dit nou later?                                | 1949 | 800 | 942 | 820 | 767 | 171 | 367 | 403 | 406 | 439 |

1. ↑  Een vetgedrukt getal geeft de hoogste notering aan.
2. ↑  2015 was het eerste jaar met een notering voor dit nummer.

### Evergreen Top 1000
| Evergreen Top 1000 | Evergreen Top 1000 | Evergreen Top 1000 | Evergreen Top 1000 | Evergreen Top 1000 | Evergreen Top 1000 | Evergreen Top 1000 | Evergreen Top 1000 | Evergreen Top 1000 | Evergreen Top 1000 | Evergreen Top 1000 | Evergreen Top 1000 | Evergreen Top 1000 | Evergreen Top 1000 | Evergreen Top 1000 | Evergreen Top 1000 | Evergreen Top 1000 | Evergreen Top 1000 |
| Jaar               | 2008               | 2009               | 2010               | 2011               | 2012               | 2013               | 2014               | 2015               | 2016               | 2017               | 2018               | 2019               | 2020               | 2021               | 2022               | 2023               | 2024               |
| ------------------ | ------------------ | ------------------ | ------------------ | ------------------ | ------------------ | ------------------ | ------------------ | ------------------ | ------------------ | ------------------ | ------------------ | ------------------ | ------------------ | ------------------ | ------------------ | ------------------ | ------------------ |
| Positie            | -                  | -                  | -                  | -                  | -                  | -                  | -                  | -                  | -                  | -                  | -                  | 722                | 117                | 252                | 230                | 221                | 338                |